# اقتصاد روستایی در هند
اقتصاد روستایی به شکل گسترده شامل؛ اقتصاد زراعی و غیر زراعی، رشد اقتصادی، توسعه، نحوه توزیع محصولات، واحدهای مسکونی و تجارت بین منطقه ای، میزان مسکونی سازی زمین بر اساس نیاز مردم، مهاجرت و کاهش جمعیت بر اثر مهاجرت، بودجه، سیاست‌های دولت برای توسعه، سرمایه‌گذاری، تصویب قوانین مربوط، حمل و نقل، موازنه عمومی و آنالیز وضعیت رفاهی، به‌طور مثال، استقلال سیستم و مقایسه اختلاف بخش شهری و روستایی.
در چهل سال گذشته بازسازی و توسعه روستایی بخشی از برنامه اقتصادی هند بوده‌است. اصلاحات اقتصادی هند، به ویژه آن دسته اصلاحاتی که مربوط به خصوصی‌سازی و جهانی سازی اقتصاد هند بوده‌است منجر به رشد تولید ناخالص داخلی هند برای اولین بار پس از استقلال ۱۹۴۷با افزایش نسبت به رشد ۷٪ به ۸٫۲٪ رسیده‌است. درصد بالای رشد GDP منجر به کاهش نرخ بیکاری نشده‌است. در سال‌های ۱۹۹۹–۲۰۰۰ در برخی از بخش‌ها مثل کشاورزی و معدن، نرخ رشد مشاغل منفی بوده‌است.

## ویژگی‌های اقتصاد روستایی هند

### کشاورزی
«توسعه روستایی» عمدتاً در سال‌های اخیر بر بخش کشاورزی و ایجاد زیرساخت‌ها تمرکز داشته‌است. علی‌رغم رشد تولیدات کشاورزی، بهره‌وری کشاورزی در هند جزء پایین‌ترین نرخ‌های بهره‌وری کشاورزی در دنیا است. اکثریت نیروی کار هند ابتدا در بخش کشاورزی مشغول کار هستند اما این روند در دهه اخیر تغییر پیدا کرده‌است. انتظار می‌رفت که هند با نرخ رشد ۷٪ تا سال ۲۰۱۷ به تقاضای نیروی کار حدوداً ۲۳۹ میلیون در بخش کشاورزی که ۴۴٪ نیروی کار هند را به خود اختصاص می‌دهد برسد. (از ۲۳۲میلیون در سال ۲۰۱۲) هر چند انتظار می‌رود ۹۵٪ نیروی کار در بخش غیر کشاورزی نیاز باشند.
بر اساس آمار بانک جهانی، نیمی از جمعیت هند تا سال ۲۰۵۰، روستانشین خواهند بود. تعداد نیروی کار بخش کشاورزی از مجموع تعداد نیروی کار به ۲۵٫۷٪ در سال ۲۰۵۰کاهش پیدا خواهد کرد. (۵۸٫۲٪ در 2001)
وسعت تجاری کردن کشاورزی در اقتصاد روستایی نشانگر مرحله توسعه این بخش است. بازگشایی بخش عظیمی از اقتصاد روستایی تجاری شدن کشاورزی در هند را ممکن کرده‌است.

### اقتصاد روستایی غیر زراعی (RNFE)
هم در کل هند و هم در بخش روستایی، نشانه‌های تغییر ساختار اشتعال به سمت بخش غیر کشاورزی قابل مشاهده است. تقریباً ۷۰٪ جمعیت روستانشین هستند، RNFE تأثیر مثبتی بر تولید ثروت و معیشت دارد.
همچنین باعث رشد موقعیت‌های شغلی همراه با رشد دستمزدها می‌شود که در نهایت منجر به رشد اقتصادی منطقه ای می‌شود.

### توسعه انسانی: چالشی بر سر راه اقتصاد روستایی هند
شاخص توسعه انسانی هند در مقایسه با سایر کشورهای در حال توسعه پایین است. هر ساله در هند ۲ میلیون کودک زیر پنج سال می‌میرند. (هر پانزده ثانیه یک کودک). سرشماری سال ۲۰۱۱ نشان می‌دهد که تنها بخش کوچکی از خانوارهای هندی دسترسی آسان به امکانات اولیه همچون آب، برق و بهداشت دارند.

### قابلیت رقابتی کارگر و مواد اولیه در روستا: فرصتی بر سر راه اقتصاد هند
جمیعت روستایی هند ۱۲٪ جمعیت کل جهان را تشکیل می‌دهد. این جمعیتی بیش از جمعیت کل اروپا است. مؤسسین شرکت‌ها در روستا موقعیت رقابتی بالایی در زمینه دسترسی به نیروهای کار نیمه ماهر و غیرمتخصص در زمینه‌های غیر کشاورزی به ویژه در فصول تعطیلی کشاورزی دارند. در مقایسه با مناطق شهری، ساخت و ساز روستایی هزینه کمتری دربردارد در نتیجه موقعیت مناسب و کم هزینه ای برای مؤسسین شرکت‌ها و کسب و کارهای جدید ایجاد می‌کند. همچنین در دسترس بودن مواد خام در مناطق روستایی هزینه حمل و نقل را به شکل چشم‌گیری کاهش می‌دهد.